# باربرا كوكس
باربرا كوكس (بالإنجليزية: Barbara Cox)‏ (10 مايو 1947 بنيوزيلندا - ) هي لاعبة كرة قدم نيوزلندية في مركز الدفاع. شاركت مع منتخب نيوزيلندا الوطني لكرة القدم للنساء.